# Bojan Marović
Bojan Marović, ser. Бојан Маровић (ur. 21 maja 1984 roku w Titogradzie) – czarnogórski piosenkarz i aktor.
W 2003 roku z piosenką „Tebi je lako” zwyciężył festiwal Sunčane Skale.

## Biografia
Jego ojciec Darko (1963–2001) był bokserem. 7 sierpnia 2001 roku zmarł przedwcześnie w wieku 38 lat. Od tego czasu Bojan był głową rodziny.
W 2001 roku Bojan Marović wygrał serię karaoke organizowaną przez podgoricką kawiarnię z barem „Epicentar”. W następnym roku po raz pierwszy wystąpił publicznie na festiwalu Sunčane Skala. Na 18. urodziny jego matka Sanja, której piosenki „Rozstanie nad rzeką” i „Poznaliśmy się bardzo późno” zostały wydane w 1978 roku, podarowała mu piosenkę „Više te nema” na jego 18. urodziny. Zdobył dzięki niej pierwsze miejsce na Wieczorze Nowych Gwiazd. Pojawił się ponownie na festiwalu Sunčane Skala w 2003 roku z piosenką „Tebi je lako”. Zdobył pierwsze miejsce, a singiel stał się wielkim hitem.
W 2009 roku Bojan został pobity przez grupę pijanych młodych mężczyzn za obronę swojego przyjaciela. Doznał poważnych obrażeń twarzy i musiał przejść operację, ponieważ jeden z napastników ugryzł go w policzek.
Przez 5 lat żył w związku z modelką – Loreną Orlić.
Tabloidy spekulowały na temat jego małżeństwa na podstawie zdjęcia zrobionego na targach ślubnych, w których brał udział. Zaprzeczył, jakoby był żonaty i obiecał, że jeśli weźmie ślub, to poinformuje o tym swoich fanów.

## Dyskografia
- Krio sam (2004)
- Litar neba (A litre of the sky) (2007)
- Za tebe i mene ("For you and me") (2011)

### Single
- 2002. Više te nema
- 2003. Tebi je lako
- 2006. Srno malena
- 2008. Zrno bibera
- 2008. Da moja si
- 2009. Od sreće južno
- 2010. Svaki korak tvoj
- 2011. Budi dobra prema sebi
- 2013. Koliko volim te ja
- 2016. Pusti me
- 2016. Da li si spremna
- 2018. Kao da si tu
- 2019. Još si samo moja

## Filmografia
- Mam wam coś ważnego do powiedzenia (2005) jako Balsa